# Vlag van Beerse
De vlag van Beerse werd door de gemeenteraad op 30 april 1992 officieel vastgesteld als de gemeentelijke vlag van de Antwerpse gemeente Beerse. Op 12 mei 1992 werd hij door het Bestuur van Vlaanderen bevestigd en uiteindelijk gepubliceerd op 4 januari 1995 in het officiële Belgisch Staatsblad.
Officieel wordt de vlag beschreven als:
Blauw met een gele beurtelings gekanteelde dwarsbalk, vergezeld van drie gele achtpuntige sterren.
De vlag is volledig gebaseerd op het gemeentewapen en ziet er dus helemaal hetzelfde uit.

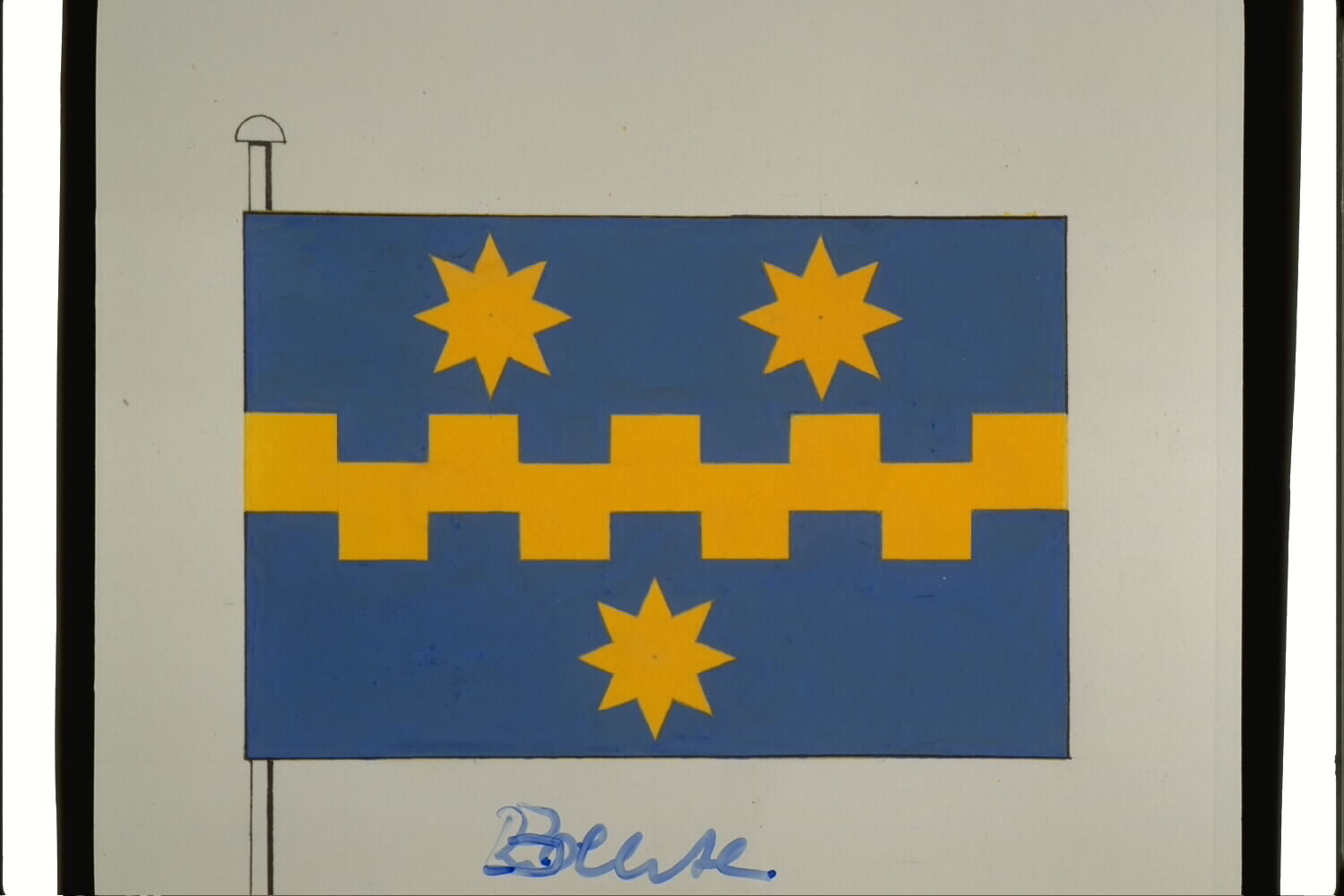
Officiële tekening van de vlag